# Americorophium brevis
Americorophium brevis är en kräftdjursart som först beskrevs av Robert Alan Shoemaker 1949.  Americorophium brevis ingår i släktet Americorophium och familjen Corophiidae. Inga underarter finns listade i Catalogue of Life.